# 克魯普卡

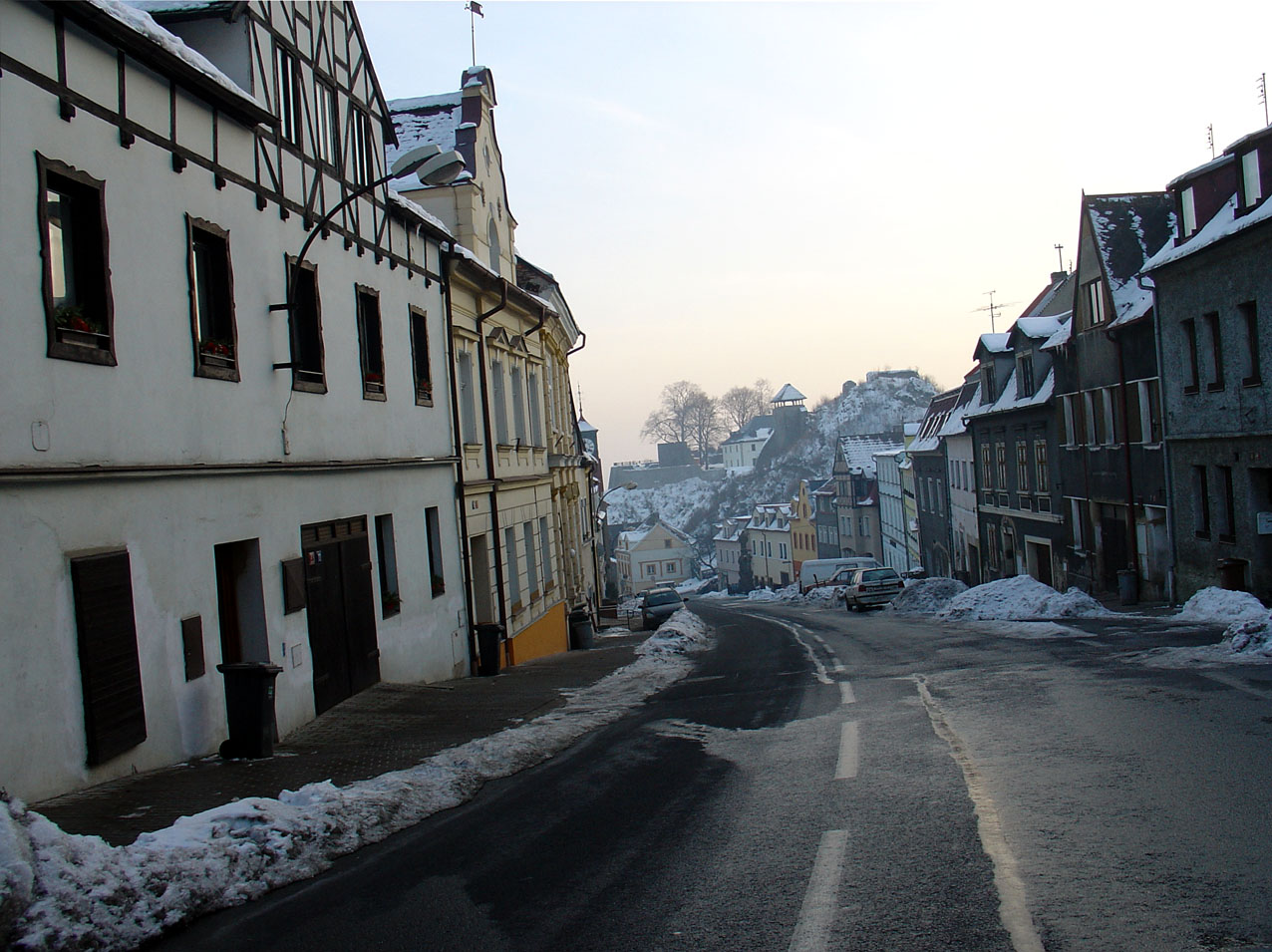

克魯普卡是捷克的城鎮，位於該國西北部，毗鄰與德國接壤的邊境，由烏斯季州負責管轄，面積46.88平方公里，海拔高度300米，2010年人口達到 14,435。

## 外部連結
- Official website （页面存档备份，存于） （捷克文）